# Last Seen at Angkor
Pour plus de détails, voir Fiche technique et Distribution.
Last Seen at Angkor est un drame américaino-singapourien réalisé par Michael R. Morris, sorti en 2006. Il raconte l'histoire d’un Américain qui retourne au Cambodge à la recherche de sa fiancée disparue. Un détective privé local pense qu’elle a été kidnappée par un réseau de traite des êtres humains.

## Synopsis
Jeremy Oden, un citoyen américain, retourne en Asie du Sud-est pour tenter de retrouver sa fiancée, Katie, qui a disparu quatre ans plus tôt au Cambodge, d'où le titre du film (en français : Vue pour la dernière fois à Angkor). Il a engagé un détective privé de Singapour, Lo Jin, pour l'aider. Mais la recherche de Katie va dégénérer en une véritable descente aux enfers pour Jeremy, dans un monde impitoyable gangréné par la corruption, la drogue et l'esclavage sexuel. En tentant de sauver une prostituée nommée Kiri de sa vie misérable dans un bordel de Siem Reap, Jeremy finira par découvrir l'hideuse vérité sur ce qui est arrivé à Katie.

## Distribution
- Thomas Lim : Khai Lo Jin
- Michael R. Morris : Jeremy Oden
- Roy Low : Agresseur
- Robert Hector : Carlo
- Day Nguyen : Popo[3]
- Tessa Bartholomew : Kiri
- Karen Pollock : Katie
- John F. Sullivan : Eduardo
- Natthita Samritdi : Thaïlandaise
- Mohini Moore : Fille de bordel[2]

## Production
Le tournage a eu lieu à Bangkok, en Thaïlande. Plusieurs scènes ont été filmées entre deux continents distincts, à Los Angeles et Singapour, après la fin du tournage principal. Le film est sorti le 30 juillet 2006 aux États-Unis, son pays d'origine.